# Enrique Cahen Salaberry
Enrique Cahen Salaverry (Buenos Aires, Argentina; 12 de octubre de 1911-Buenos Aires; 29 de junio de 1991) fue un prolífico director del cine argentino.  

## Carrera profesional
Cahen Salaberry dirigió a todos los grandes cómicos argentinos del cine nacional, empezando por los que pertenecieron a la década de oro como las estrellas que se destacaron en el circo criollo entre ellas Olinda Bozán, la radio que fueron Niní Marshall, Pepe Iglesias "El Zorro", Juan Carlos Thorry, figuras del teatro de revistas que fueron Dringue Farias, Adolfo Linvel, Tono Andreu, Enrique Serrano, Osvaldo Miranda, Pepe Arias, Francisco Álvarez, Mario Fortuna, Nelly Láinez, Pablo Palitos, dos integrantes de La Cruzada del Buen Humor que fueron Rafael "Pato" Carret y Semillita, y siguiendo por los que fueron incorporándose en la década de 1960 al 80 al género picaresco, entre ellos Osvaldo Pacheco, Darío Vittori, Eddie Pequenino, Carlos Balá, los artistas exclusivos de Aries Cinematografía quienes fueron la pareja cómica número uno del humor chabacano y teatro de revistas Alberto Olmedo y Jorge Porcel y fueron secundados por Javier Portales, y de los de Cinematografía Victoria con quien realizó una serie de divertidas comedias de enredos de tono picaresco entre ellos se encuentran Tristán y con Juan Carlos Calabró, Juan Carlos Altavista, inició la trilogía de Mingo y Aníbal quien luego las continuó otro grande tocayo suyo Enrique Carreras, siempre estuvieron acompañados de sexistas vedettes, entre ellas se destacaron Susana Giménez, Graciela Alfano, Noemí Alan, Mónica Gonzaga, Susana Traverso, Zully Moreno, Nury Montsé, Silvia Legrand, Tilda Thamar, Julia Sandoval, Amelia Bence, Blanquita Amaro, Malisa Zini, Nelly Darén, Analía Gadé, Pola Alonso y Fanny Navarro.
También llevó al cine varios personajes de historietas que son clásicas y pertenecen al humorismo gráfico argentino que representan al arquetipo del porteño, ellas fueron Avivato y Don Fulgencio (El hombre que no tuvo infancia) creadas por dos genios del humorismo gráfico Lino Palacio y Guillermo Divito y dos grandes éxitos televisivos que fueron las novelas más vistas de los años 70, Papá Corazón, protagonizada por Andrea del Boca y Norberto Suárez, y Jacinta Pichimahuida, protagonizada por María de los Ángeles Medrano, de Abel Santa Cruz y a varios astros como Alberto Closas y Guillermo Battaglia y cantantes tanto del movimiento de la vieja ola, como la estrella del cine de la época de oro Hugo del Carril y Mario Clavel, como de la nueva ola, como Donald, Juan Ramón y en especial Leo Dan.

### Cortometrajes y en el exterior
En su larga carrera dirigió varios cortometrajes como Argentina de fiesta (1950), Turismo social (1953) 
También dirigió alguna película en España y de ambiente español, como Venta de Vargas en 1959, con Lola Flores y su marido Antonio González.

## Filmografía
Director
- Las aventuras de Tremendo (1986)
- Mingo y Aníbal, dos pelotazos en contra (1984)
- Gran Valor en la Facultad de Medicina (1981)
- ¿Los piolas no se casan…? (1981)
- Gran valor (1981)
- Donde duermen dos... duermen tres (1979)
- Yo también tengo fiaca (1978)
- Las turistas quieren guerra (1977)
- Jacinta Pichimahuida se enamora (1977)
- Los hombres sólo piensan en eso (1976)
- El gordo de América (1976)
- Maridos en vacaciones (1975)
- Mi novia el (1975)
- Hay que romper la rutina (1974)
- Papá Corazón se quiere casar (1974)
- Las píldoras (1972)
- El caradura y la millonaria (1971)
- En una playa junto al mar (1971)
- El día que me quieras (1969)
- La novela de un joven pobre (1968)
- La muchachada de a bordo (1967)
- El galleguito de la cara sucia (1966)
- ¡Cómo te extraño...! (1966)
- Psique y sexo (1965)
- El turista (1963)
- El bote, el río y la gente (1960)
- Venta de Vargas (1959)
- Juego de niños (1959)
- Enigma de mujer (1956)
- La dama del millón (1956)
- En carne viva (1955)
- Mi viudo y yo (1954)
- Sucedió en Buenos Aires (1954)
- Fin de mes (1953)
- El infortunado Fortunato (1952)
- Mi mujer está loca (1952)
- Especialista en señoras (1951)
- Concierto de bastón (1951)
- Cuidado con las mujeres (1951)
- El heroico Bonifacio (1951)
- Don Fulgencio (El hombre que no tuvo infancia) (1950)
- El ladrón canta boleros (1950)
- Avivato (1948)
- Recuerdos de un ángel (1948)
- Rodríguez supernumerario (1948)
- Un ángel sin pantalones (1947)
- Lauracha (1946)
- El Capitán Pérez (1946)
- Su esposa diurna (1944)
- Su hermana menor (1943)

Asistente de dirección
- Son cartas de amor (1943)
- El tercer beso (1942)
- Claro de luna (1942)
- La mentirosa (1942)
- El profesor Cero (1942)
- Bajó un ángel del cielo (1942)
- Soñar no cuesta nada 1941
- La canción de los barrios (1941)
- Orquesta de señoritas (1941)
- Napoleón (1941)
- La casa del recuerdo (1939)
- El Loco Serenata (1939)
- La vida de Carlos Gardel (1939)
- Nace un amor (1938)
- Puerta cerrada (1938)
- La fuga (1937)
- Escala en la ciudad (1935)
- Crimen a las 3 (1935)